# بيت هاجرة (الشعر)

تعديل مصدري - تعديل

بيت هاجرة محلة تابعة لقرية بيت الكبش، التابعة لعزلة الوسط بمديرية الشعر إحدى مديريات محافظة إب في الجمهورية اليمنية، بلغ تعداد سكانها 41 حسب تعداد اليمن لعام 2004.